# Fruktóz
A fruktóz (INN: fructose) vagy gyümölcscukor a legédesebb cukorféleség, a gyümölcsökben és a mézben található meg természetes formájában. A monoszacharidokhoz tartozó ketohexóz, szabad állapotban igen elterjedt mind a növény-, mind az állatvilágban. Nagy mennyiségben található a gyümölcsök nedvében, a mézben, egyik komponense a szacharóznak is. Biológiailag a glükózhoz hasonlóan fontos szénhidrát.
A fruktóz szó latin eredetű (fructus = gyümölcs).
A VIII. Magyar Gyógyszerkönyvben   Fructosum    néven hivatalos.  

## Szerkezete
| d-Fruktóz         | d-Fruktóz         | d-Fruktóz         | d-Fruktóz         | d-Fruktóz         |
| Pálcikaképlet     | Haworth-képlet    | Haworth-képlet    | Pálcikamodell     | Pálcikamodell     |
| ----------------- | ----------------- | ----------------- | ----------------- | ----------------- |
|                   | α-d-fruktofuranóz | β-d-fruktofuranóz | α-d-fruktofuranóz | β-d-fruktofuranóz |
| α-d-fruktopiranóz | β-d-fruktopiranóz | α-d-fruktopiranóz | β-d-fruktopiranóz |                   |

A szacharóz (nádcukor, répacukor) nevű diszacharid egyik építőköve. Megtalálható gyümölcsökben és a mézben, glikozidokban ritkább.
Az inulin nevű poliszacharid főként fruktózból épül fel.
Az emberi szervezetben a fruktóz csak nyomokban található meg, a vérben, a spermában és a magzatvízben.

## Fizikai és kémiai tulajdonságai
Színtelen, kristályos anyag. Melegítve még megolvadása előtt elbomlik. Vízben jól oldódik.

## Előállítás
Előállítása szacharózból nyert invertcukorból, vagy hidrolizált, természetes inulinból történik. Ipari mennyiségben előállítása a cukornádból nyert nádcukor vagy cukorrépából nyert répacukor (kémiailag azonosak egymással) bontásával történik, mely során a glukózból és fruktózból álló szacharózmolekulát bontják. 

## Felhasználás
Cukorkák, szörpök, gyümölcskonzervek, gyógyszerek édesítésére használják.

## Biológia
A szervezetben a gyümölcscukornak szőlőcukorrá való átalakulása enzimes hatásra megy végbe. Így a gyümölcscukor is felhasználódik, de elfogyasztása után lassabban növeli meg a vércukorszintet, mint a szőlőcukor. Ennek gyógyászati szempontból nagy jelentősége van. A gyümölcscukor a legédesebb ízű cukor, édesebb a répacukornál is, így ugyanolyan édes íz eléréséhez 30-40%-kal kevesebb is elegendő belőle. Ezáltal csökkenthető az energiabevitel. Cukorbetegek is fogyaszthatják, de számukra gyümölcscukorból és szorbitból napi 30 g-nál több nem ajánlott.
A fruktózt az inzulintól függetlenül használja fel a szervezet: a fruktóz szelektíven a máj glikogénraktárait tölti fel, ha ezek beteltek, akkor triglicerideket állít elő belőle a szervezet, azaz zsírrá alakul. A túlzott fruktózbevitel hatására fokozódik a zsírdeponálás a szervezetben. Fogyasztása edzések előtt vagy tartós megterhelés esetén lehet indokolt. Fruktóz felszívódási zavarban (lásd: Fruktóz malabszorpció) szenvedő betegek számára egészségügyi kockázatot jelent a fruktóz fogyasztása.